# Liste des chefs d'État de la Hongrie
La liste des chefs d'État de la Hongrie fait suite à la liste des rois de Hongrie. Au moment de la fin de l'Autriche-Hongrie, la Hongrie est démembrée et rétrécie. Elle perd la royauté. 
La Hongrie est une république parlementaire, dirigée par un président de la République (Tamás Sulyok depuis le 5 mars 2024), élu tous les 5 ans par le Parlement hongrois, dont les pouvoirs sont limités. Il est secondé par un Premier ministre (actuellement Viktor Orbán), qui dirige le gouvernement.

## Révolution hongroise de 1848(État hongrois)
- 14 avril-11 août 1849 : Lajos Kossuth, président-gouverneur de Hongrie
- 11 août-13 août 1849 : Artúr Görgey, gouverneur de Hongrie (autorité militaire et civile)

## République démocratique hongroise
- 16 novembre 1918-21 mars 1919 : Comte Mihály Károlyi, président de la République

## République des conseils de Hongrie
Sous le régime de la République des conseils, le poste de chef de l'État est confondu dans les faits avec celui de chef du gouvernement.
- 21 mars 1919-1er août 1919 : Sándor Garbai, président du directoire du conseil révolutionnaire de gouvernement
- 1er août 1919-6 août 1919 : Gyula Peidl, chef du gouvernement et chef de l'État par intérim

## Royaume de Hongrie
La Hongrie redevient ensuite officiellement une monarchie, mais n'a pas de roi. L'amiral Miklós Horthy est élu régent par le parlement et devient chef de l'État, avec tous les pouvoirs du monarque, mais pas son titre.
- 6 août 1919-23 août 1919 : archiduc Joseph-Auguste de Habsbourg-Lorraine, régent
- 23 août 1919-24 novembre 1919 : István Friedrich, chef du gouvernement et chef de l'État par intérim
- 24 novembre 1919-1er mars 1920 : Károly Huszár, chef du gouvernement et chef de l'État par intérim
- 1er mars 1920-16 octobre 1944 : contre-amiral Miklós Horthy de Nagybánya, régent

Durant le régime fasciste imposé par l'Allemagne nazie, le chef des Croix fléchées est à la fois chef de l'État (chef de la Nation hongroise) et du gouvernement
- 16 octobre 1944-28 mars 1945 : Ferenc Szálasi, chef de l'État

Durant la période de transition qui précède l'abolition de la monarchie, la Hongrie est gouvernée par un conseil de régence formé par diverses personnalités politiques.
- 21 décembre 1944 (formation d'un gouvernement concurrent soutenu par l'URSS) / 28 mars 1945-15 novembre 1945 : Béla Miklós, chef du gouvernement et du conseil de régence
- 15 novembre 1945-1er février 1946 : Zoltán Tildy

## République de Hongrie
Sous la république qui suit le royaume, le chef de l'État porte de nouveau le titre de président de la République
- 1er février 1946-2 août 1948 : Zoltán Tildy
- 2 août 1948-20 août 1949 : Árpád Szakasits

## République populaire de Hongrie
Sous le régime communiste, pendant la guerre froide, le titre du chef de l'État devient président du Conseil présidentiel. Le vrai pouvoir est détenu par le chef du Parti des travailleurs hongrois puis du Parti socialiste ouvrier hongrois), qui occupe parfois également le poste de chef du gouvernement. Le poste de Premier secrétaire est détenu de 1948 à 1956 par Mátyás Rákosi, en 1956 par Ernő Gerő, de 1956 à 1988 par János Kádár, et de 1988 à 1989 par Károly Grósz.

### Présidents du Conseil présidentiel
- 23 août 1949-26 avril 1950 : Árpád Szakasits
- 26 avril 1950-14 août 1952 : Sándor Rónai
- 14 août 1952-13 avril 1967 : István Dobi
- 13 avril 1967-25 juin 1987 : Pál Losonczi
- 25 juin 1987-29 juin 1988 : Károly Németh
- 29 juin 1988-18 octobre 1989 : Brunó Straub

## République de HongriepuisHongrie
Après la chute du communisme, le chef de l'État reprend le titre de président de la République.
| No | Portrait       | Titulaire (Naissance-Mort) | Élection  | Mandat          | Mandat                      | Mandat                     | Parti | Parti       |
| No | Portrait       | Titulaire (Naissance-Mort) | Élection  | Début           | Fin                         | Durée                      | Parti | Parti       |
| -- | -------------- | -------------------------- | --------- | --------------- | --------------------------- | -------------------------- | ----- | ----------- |
| –  | Mátyás Szűrös. | Mátyás Szűrös (né en 1933) | Intérim   | 18 octobre 1989 | 2 mai 1990                  | 6 mois et 14 jours         |       | MSZP        |
| 1  | Árpád Göncz.   | Árpád Göncz (1922-2015)    | 1990 1995 | 2 mai 1990      | 4 août 2000                 | 10 ans, 3 mois et 2 jours  |       | Indépendant |
| 2  | Ferenc Mádl.   | Ferenc Mádl (1931-2009)    | 2000      | 4 août 2000     | 5 août 2005                 | 5 ans et 1 jour            |       | Indépendant |
| 3  | László Sólyom. | László Sólyom (1942-2023)  | 2005      | 5 août 2005     | 6 août 2010                 | 5 ans et 1 jour            |       | Indépendant |
| 4  | Pál Schmitt.   | Pál Schmitt (né en 1942)   | 2010      | 6 août 2010     | 2 avril 2012 (démission)    | 1 an, 7 mois et 27 jours   |       | Fidesz      |
| –  | László Kövér.  | László Kövér (né en 1959)  | Intérim   | 2 avril 2012    | 10 mai 2012                 | 1 mois et 8 jours          |       | Fidesz      |
| 5  | János Áder.    | János Áder (né en 1959)    | 2012 2017 | 10 mai 2012     | 9 mai 2022                  | 9 ans, 11 mois et 29 jours |       | Fidesz      |
| 6  | Katalin Novák. | Katalin Novák (né en 1977) | 2022      | 10 mai 2022     | 26 février 2024 (démission) | 1 an, 9 mois et 16 jours   |       | Fidesz      |
| –  | László Kövér.  | László Kövér (né en 1959)  | Intérim   | 26 février 2024 | 4 mars 2024                 | 7 jours                    |       | Fidesz      |
| 7  | Tamás Sulyok.  | Tamás Sulyok (né en 1956)  | 2024      | 5 mars 2024     | en cours                    | 1 an et 28 jours           |       | Indépendant |